# Evolution (lucha libre)
Evolution fue un stable de lucha libre profesional en WWE. Originalmente eran parte de la marca Raw de WWE entre 2003 y 2005. En la cima de su existencia original, el grupo consistía de Triple H, Ric Flair, Randy Orton y Batista. Cada uno de los miembros representaban a lo mejor en "el pasado" (Ric Flair), "el presente" (Triple H) y "el futuro" (Batista y Randy Orton) de la lucha libre profesional.
Evolution lentamente comenzó a disolverse en 2004 y perdieron sus respectivos títulos (el Campeonato Intercontinental, el Campeonato Mundial Peso Pesado y el Campeonato Mundial en Parejas) ante Edge, Batista y Booker T & RVD y luego Chris Benoit & Edge. El grupo traicionó a Orton la noche después de SummerSlam, cuando ganó el Campeonato Mundial Peso Pesado y lo echaron. Después de ganar la Royal Rumble en 2005 y hacer creer que iría tras el Campeonato de la WWE, Batista abandonó a Triple H y decidió perseguir el Campeonato Mundial Peso Pesado. Aunque la salida de Batista fue en gran parte el final para el grupo, la ruptura final vino cuando Triple H traicionó y atacó a Flair.
Evolution más tarde se reunió, sin Flair, el 14 de abril de 2014.

## Historia

### Formación (2002–03)

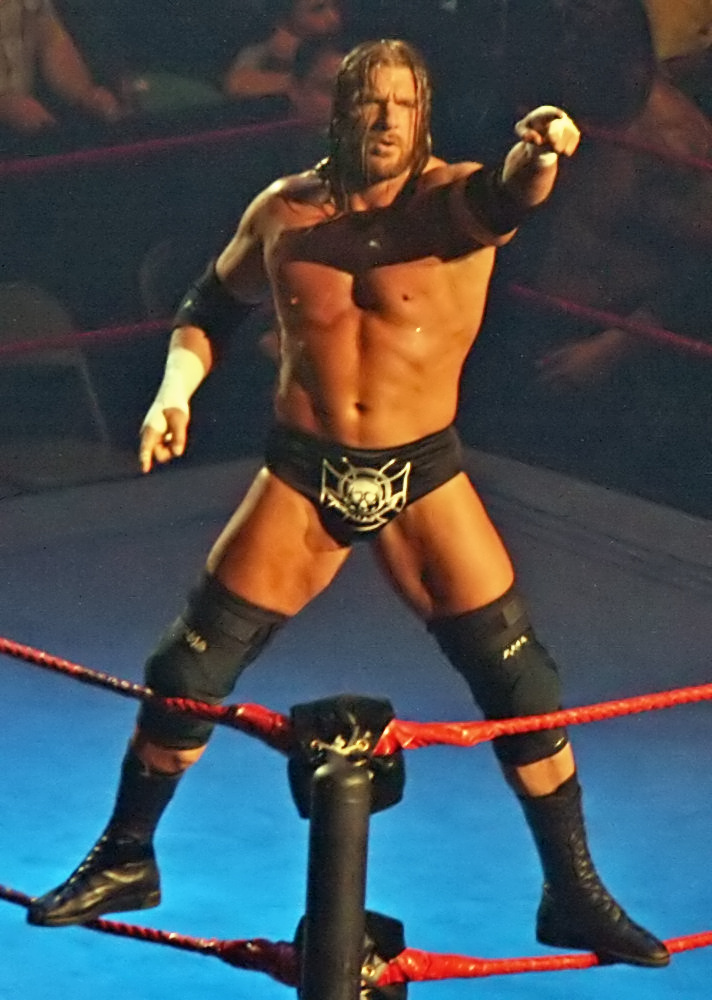
Triple H, el líder de Evolution.

En Unforgiven en 2002, Triple H defendió el Campeonato Mundial Peso Pesado frente a Rob Van Dam. Durante el combate, Ric Flair tomó el mazo de Triple H y parecía que iba a golpear a Triple H antes de golpear a Van Dam, permitiendo que Triple H ganara. Desde ese momento, Flair acompañó a Triple H a sus luchas como su mánager. Poco después, Batista pasó de SmackDown! a Raw y Flair también comenzó a acompañarlo al ring mientras continuaba dirigiendo a Triple H. El 20 de enero de 2003, Randy Orton se unió a Triple H, Flair y Batista en atacar a Scott Steiner para completar el grupo. Dos semanas más tarde el grupo consiguió su nombre cuando Triple H, después de que el grupo atacó a Tommy Dreamer, habló sobre cómo los cuatro hombres eran ejemplos de la evolución de la lucha libre profesional desde el pasado (Flair) al presente (él mismo) para el futuro (Batista y Orton). Triple H revelaría en 2013 en su DVD Triple H – Thy Kingdom Come que Mark Jindrak fue originalmente planeado para estar en el grupo en lugar de Batista como el enforcer similar a Arn Anderson, y que Jindrak incluso filmó viñetas con el resto del grupo, antes de que se decidiera hacer a Batista parte del grupo en su lugar. En No Way Out, Flair acompañó a Triple H, quien logró retener exitosamente el Título frente a Steiner. Luego de que Batista y Randy Orton se lesionaran en un House Show frente The Dudley Boyz, Triple H y Ric Flair mantuvieron vivo Evolution. Flair ayudó a Triple H durante su feudo con Booker T y Goldust, ayudándole a retener su Campeonato frente a Booker en WrestleMania XIX. En Backlash, Flair, Triple H & Chris Jericho derrotaron a Booker, Shawn Michaels & Kevin Nash. Al día siguiente, Flair & Triple H enfrentaron a Kane & Rob Van Dam por los Campeonatos Mundiales en Parejas, pero fueron derrotados tras la intervención de Kevin Nash.
En Judgment Day, Flair acompañó a Triple H a su combate frente a Kevin Nash que iba acompañado de Shawn Michaels. Nash ganó el combate por descalificación y Flair con Michaels se atacaron, comenzando una rivalidad.16 Sin embargo, al día siguiente cambió a Face al revelarse en contra de Triple H y enfrentarlo por el Campeonato Mundial Peso Pesado, siendo derrotado.En el episodio el 26 de mayo de Raw, Orton atacó a Shawn Michaels y a Kevin Nash tras un 2-on-1 handicap match con Michaels y Flair (quien eventualmente traicionó a Michaels durante la lucha) contra Triple H. A continuación se desenmascaró y se reunió con el grupo. Batista estuvo inactivo durante casi ocho meses, sin embargo, debido a que lesionó su tríceps y se lesionó de nuevo mientras se rehabilitaba de la lesión.

### Dominación (2003–05)

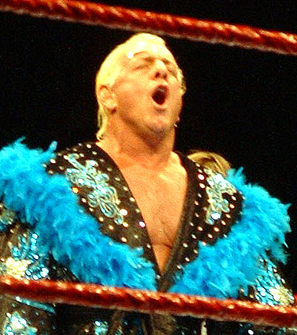
Ric Flair, el mentor del grupo.

En 2003, en Bad Blood, Flair fue capaz de derrotar a Shawn Michaels después de Orton golpeara a Michaels con una silla. Más tarde esa noche, Triple H retuvo su Campeonato Mundial Peso Pesado en una lucha Hell in a Cell contra Kevin Nash. En Unforgiven, Orton (quien tenía un gimmick de "asesino de leyendas") derrotó a Michaels para demostrar que efectivamente era un asesino de leyendas. Más tarde esa noche, Triple H defendió el Campeonato Mundial Peso Pesado contra Goldberg, contra quien perdió el título. En el episodio del 29 de septiembre de Raw, Triple H emitió una recompensa de $100.000 a quien pudiera atacar a Goldberg. Tres semanas después, Batista hizo su regreso durante un combate entre Goldberg y Michaels y atacó al campeón, terminando por pisotear una silla de acero con el tobillo de Goldberg entre ella para reclamar la recompensa. En Survivor Series, Orton participó en un combate de eliminación en equipos entre Team Bischoff vs. Team Austin en el que Orton fue el único sobreviviente. Más tarde esa noche, Goldberg se enfrentó a Triple H en una revancha de Unforgiven por el Campeonato Mundial Peso Pesado que Goldberg ganó a pesar de las repetidas interferencias de Flair, Orton y Batista.
Evolution llegó a su apogeo de poder después del evento Armageddon, cuando el grupo controló todos los campeonatos masculinos de Raw. En primer lugar, Orton capturó el Campeonato Intercontinental de manos de Rob Van Dam; poco después, Batista (quien había perdido previamente su combate contra Shawn Michaels) hizo equipo con Flair para ganar el Campeonato Mundial en Parejas de los Dudley Boyz (Bubba Ray Dudley y D-Von Dudley) en un Tag Team Turmoil match (aun a pesar de no ser participantes, Eric Bischoff lo consideró así),  y Triple H recuperó el Campeonato Mundial Peso Pesado de Goldberg (en un Triple Threat match que también involucró a Kane), con la ayuda de los demás miembros.
En enero de 2004 en Royal Rumble, Flair y Batista defendieron con éxito el Campeonato Mundial en Parejas contra los Dudley Boyz en una lucha de mesas, y el campeón Mundial Peso Pesado Triple H luchó ante Shawn Michaels hasta terminar sin resultado en un Last Man Standing match, reteniendo así el campeonato. Flair y Batista intercambiaron el Campeonato Mundial en Parejas con Booker T y Rob Van Dam.
WrestleMania XX fue un PPV de contrastes para Evolution; mientras Flair, Batista y Orton derrotaban a The Rock 'n' Sock Connection (The Rock y Mick Foley) en un 3-on-2 handicap match.;  más tarde esa noche, en el main event, Triple H perdió el Campeonato Mundial Peso Pesado ante Chris Benoit (en un Triple Threat match que también involucró a Shawn Michaels) cuando se rindió con la Crippler Crossface.
Tras un convulso Draft, con Triple H siendo transferido a SmackDown (aunque el nuevo GM del programa azul, Kurt Angle, revirtió la situación); y con Flair y Batista recuperando el Campeonato Mundial de Parejas, en Backlash, Flair perdió ante Shelton Benjamin en acción individual. Más tarde esa noche, Orton defendió el Campeonato Intercontinental con éxito contra Cactus Jack (Mick Foley) en un Hardcore match, mientras que Chris Benoit retuvo el Campeonato Mundial Peso Pesado en un Triple Threat match contra Triple H y Shawn Michaels, esta vez forzando a Michaels a rendirse con el Sharpshooter. Triple H y Shawn Michaels después continuarían su rivalidad en Bad Blood dentro de una Hell in a Cell, que fue ganada por Triple H para así poner fin a su disputa.

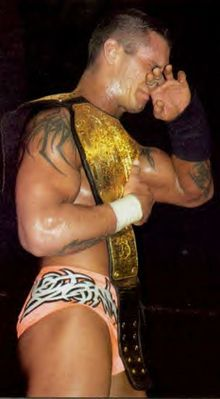
Randy Orton después de ganar el Campeonato Mundial Peso Pesado en SummerSlam en 2004.

Mientras todavía era Campeón Mundial, Benoit hizo equipo con Edge para quitarles el Campeonato Mundial en Parejas a Flair y Batista. A mediados de 2004, Eugene se hizo un "miembro honorario" de Evolution. Cuando el angle terminó, se reveló que Triple H sólo lo utilizó. El angle concluyó después de que Eugene accidentalmente causó que Triple H perdiera ante Chris Benoit en Vengeance. En la misma noche, Edge derrotó a Randy Orton para poner fin a su reinado con el Campeonato Intercontinental de siete meses de duración.
Triple H recibió una última oportunidad por el Campeonato Mundial Peso Pesado, en el episodio de Raw del 26 de julio de 2004 en un Iron Man match. Antes esa noche, Orton ganó una batalla real para decidir al contendiente número uno por el Campeonato Mundial Peso Pesado por lo que un combate por el título entre Triple H y Orton pudo haber ocurrido en SummerSlam. Sin embargo, Eugene interfirió en el combate y ayudó a Benoit a tomar la delantera y retener el título en los últimos segundos. Como resultado, el evento principal de SummerSlam fue un combate por el título entre Benoit y Orton. En SummerSlam, Orton derrotó a Benoit para convertirse en el nuevo Campeón Mundial Peso Pesado y en el campeón mundial más joven en la historia de la WWE hasta la fecha. En el episodio del 16 de agosto de 2004 de Raw, Orton fue expulsado de Evolution tras una defensa exitosa del título contra Chris Benoit. Batista alzó a Orton sobre sus hombros en lo que parecía ser una celebración, pero acto seguido Triple H le dio el pulgar abajo y el grupo procedió a atacar a Orton.
En Unforgiven, Triple H venció a Orton para recuperar el Campeonato Mundial Peso Pesado, con la ayuda de Flair, Batista y Jonathan Coachman. La rivalidad de Orton con Evolution continuó en Survivor Series en donde Triple H, Batista, Gene Snitsky y Edge fueron derrotados por Orton, Maven, Chris Jericho y Chris Benoit en una lucha tradicional de Survivor Series por el control de Raw durante el mes siguiente.
En el episodio del 6 de diciembre de Raw, el Campeonato Mundial Peso Pesado quedó vacante cuando un Triple Threat match entre Triple H, Edge, y Benoit terminó en un doble pinfall (Edge se rindió a la Crippler Crossface de Benoit mientras él tenía a Benoit cubierto en la lona) y el título se decidirá en una lucha de Elimination Chamber en New Year's Revolution a principios de 2005.

### Ruptura (2005)

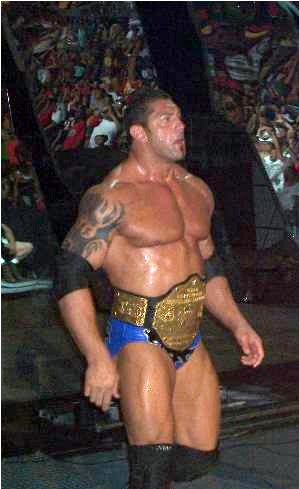
Batista durante su primer reinado como Campeón Mundial Peso Pesado.

En la lucha de Elimination Chamber en New Year's Revolution, Batista, Orton y Triple H fueron los últimos tres luchadores restantes en el combate. Orton había eliminado Batista con un RKO y Triple H cubrió a Orton con ayuda de Batista para ganar el título. La noche siguiente en Raw, en una lucha para decidir al contendiente número uno al título Orton cubrió a Batista para ganar una oportunidad al título en Royal Rumble. Triple H sugirió que Batista no entrara en la lucha Royal Rumble, queriendo que el grupo se concentrarse en que Triple H retuviera el título. Batista se negó, entró a la lucha en el número 28 y ganó. En su lucha, Orton sufrió una conmoción cerebral (kayfabe) y fue cubierto por Triple H para retener el título, poniendo fin a su rivalidad.
Triple H trató de persuadir a Batista a desafiar al Campeón de la WWE John "Bradshaw" Layfield de SmackDown! en lugar de su Campeonato Mundial Peso Pesado. Esto implicó a Triple H en un plan para crear una pelea entre JBL y Batista, mostrando a JBL hablando mal de Batista en una entrevista y escenificando un ataque en limusina contra Batista. El plan no prosperó y en ceremonia de firma del contrato, Batista decidió quedarse en Raw, enfureciendo a Triple H y así dejando la facción. Batista derrotó a Triple H por el Campeonato Mundial Peso Pesado en WrestleMania 21, y luego defendió y retuvo el título en revanchas en Backlash y Vengeance en una lucha Hell in a Cell para terminar su rivalidad.
Después de Vengeance, Triple H se tomó tiempo libre, Flair se volvió face antes de ganar el Campeonato Intercontinental, y el grupo se disolvió. Triple H regresó en el episodio de "WWE Homecoming" de Raw el 3 de octubre donde él hizo equipo con Flair en una lucha en parejas contra Carlito y Chris Masters. Después de ganar esa lucha, Triple H traicionó a Flair y lo atacó con un mazo para marcar el final de Evolution.

### Rivalidades post-ruptura (2007–10)
La primera rivalidad post-ruptura se produjo en el evento No Mercy de 2007, cuando Randy Orton fue coronado como campeón de la WWE por decisión de Vince McMahon al lesionarse John Cena (el campeón vigente entonces) en el Raw previo al evento. Sin embargo Triple H decidió objetar la decisión y se pactó un combate entre ellos por el título para abrir el evento, combate ganado por HHH. Tras una exitosa defensa de Triple H ante Umaga a mitad del PPV, Orton reclamó la revancha para el main event en un Last Man Standing Match (que era el combate original de Orton contra Cena), el cual fue ganado por Orton, con lo que salió del evento como campeón de la WWE. 
Un par de meses después, el 10 de diciembre de 2007, Evolution tuvo una reunión en el ring como faces en el episodio especial del 15° aniversario de Raw. Después de que Batista, Flair y Triple H, quien se volvió face en el verano de 2006 cuando se reunió con Shawn Michaels para reformar D-Generation X, hicieron su entrada al ring, Orton dijo que no los había perdonado por haberlo traicionado en 2004 y que no confiaba en ellos, a lo que Triple H respondió que estaban hartos de su arrogancia, así que Orton hizo equipo con su compañero de Rated-RKO Edge y Umaga. Evolution ganó la lucha después de que Edge y Orton abandonasen a Umaga.
Más tarde, en la primavera de 2008, Orton y Triple H tuvieron una nueva rivalidad en torno al Campeonato de WWE que Triple H obtuvo del propio Randy en Backlash, y se enfrentaron en Judgement Day y One Night Stand (en otro Last Man Standing Match), con sendas victorias para Triple H.
En febrero de 2009, Batista y el campeón de la WWE Triple H comenzaron una intensa rivalidad personal con Randy Orton. Esto fuertemente se centró en la búsqueda de Orton por venganza tras su traición y deserción de Evolution después de SummerSlam en 2004 y la culpa que Orton sentía que Triple H tenía por prematuramente arruinar su reinado como el más joven Campeón Mundial Peso Pesado casi cinco años antes. En el evento principal de WrestleMania XXV, Triple H retuvo su Campeonato de la WWE ante Orton. Sin embargo, finalmente perdería el título ante Orton bajo estipulaciones inusuales en el siguiente evento, Backlash. Triple H y Batista luego se disputaron quién conseguiría un combate por el título, que fue conseguido por Batista y cumplido en Judgment Day. Después de que Orton retuvo su Campeonato de la WWE por descalificación en Judgment Day, Ric Flair hizo su regreso a Raw y anunció que Batista conseguiría su revancha en Extreme Rules en una lucha de jaula de acero. El 7 de junio, Batista derrotó a Orton y capturó su primer Campeonato de la WWE. Pero más tarde tuvo que dejar vacente el título la noche siguiente en Raw, después de haber sufrido un desgarro legítimo de su bíceps izquierdo durante un ataque perpetrado por el grupo de Randy Orton, The Legacy.
En el episodio del 22 de marzo de 2010 de Raw, Triple H hizo equipo con Randy Orton, quien se había vuelto face otra vez después de dejar The Legacy por primera vez desde la disolución del grupo, como su compañero en una lucha contra Sheamus, Cody Rhodes y Ted DiBiase pero salieron derrotados. Durante este episodio de Raw, Orton y Triple H finalmente hicieron las paces, y Orton admitió que lo respetaba.

### Reunión (2014)

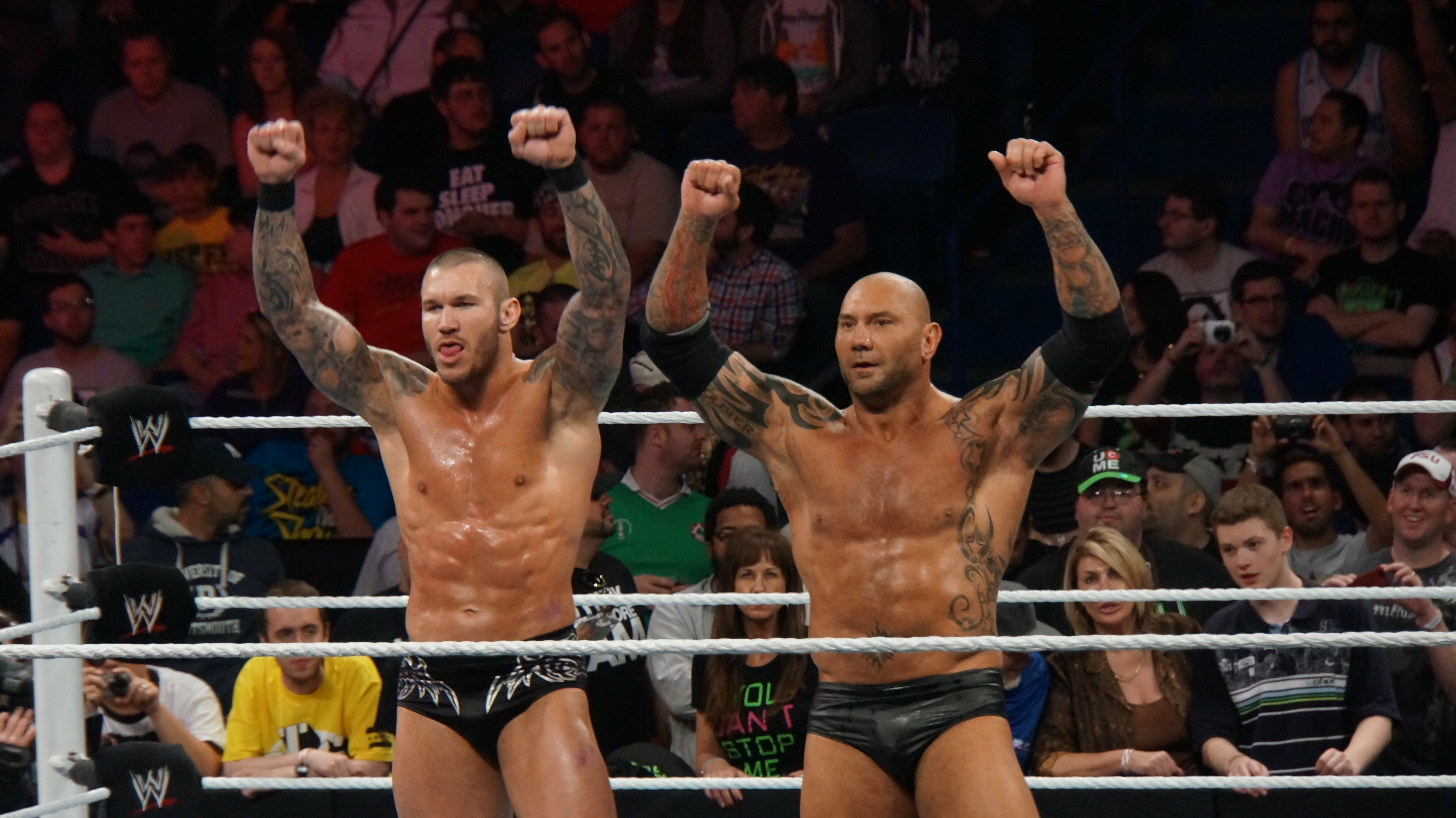
Randy Orton y Batista.

En abril de 2014, Triple H, Batista y Randy Orton reformaron su alianza después de que Daniel Bryan los derrotó a los tres en la misma noche para ganar el Campeonato Mundial Peso Pesado de la WWE en el evento principal de WrestleMania XXX. La noche después de WrestleMania en Raw, Batista y Orton se unieron para enfrentarse a The Usos por los Campeonatos en Parejas de la WWE, pero la lucha terminó sin resultado debido a que ambos equipos recibieron cuenta fuera. Más tarde esa noche, Batista y Orton, junto con Kane, atacaron a Bryan antes de que estuviera listo para defender su título ante Triple H. Antes de que Triple H pudiera derrotar a Bryan, The Shield lo interrumpió y atacaron a Orton, Batista y Kane, causando que Bryan retuviera su título por descalificación.
En la edición del 14 de abril de Raw, Triple H, Randy Orton y Batista bajaron al ring para atacar a The Shield tras su 11-on-3 handicap match, utilizando el nombre y el tema de Evolution. The Shield derrotaron a Evolution en una lucha en equipos en Extreme Rules, y posteriormente en la revancha en Payback. La noche siguiente a Payback, en Raw, Batista dejó WWE, abandonando así el grupo. Más tarde esa noche, Triple H declaró que él iba a recurrir a "Plan B" en su búsqueda por destruir The Shield, incitando a Seth Rollins a atacar a Roman Reigns y a Dean Ambrose. Aunque Triple H y Randy Orton siguieron juntos como parte de The Authority hasta 2015, todas las referencias a Evolution fueron retiradas posteriormente, disolviéndose efectivamente Evolution otra vez.

### Segunda reunión y punto final de Evolution (2018-2019)
A mediados de octubre de 2018, la WWE anunció que en el episodio de SmackDown #1000, Evolution hará una aparición especial en ese show para hablar de las más grandes hazañas de los cuatro miembros. En dicho episodio, la facción fue recibida por ovación por parte del público. Triple H elogió a Ric Flair, Randy Orton y Batista (quien hizo su regreso desde junio de 2014) sobre sus grandes logros en sus carreras. Luego Flair elogió a Orton y Batista sobre los campeonatos mundiales que consiguieron en sus carreras individuales hasta que le tocó el turno de Batista de felicitar a sus compañeros y agradeció a su mentor que si no fuera por él, no estarían en el negocio de la lucha libre, a excepción de una cosa que Triple H no había hecho: vencerlo en un combate individual. Luego de esto, los cuatro miembros se abrazaron pese a las declaraciones que Batista dijo en contra de su mentor.
En el episodio de Raw del 25 de febrero de 2019, Triple H anunció que el evento principal de esa misma noche, era la celebración del cumpleaños de Ric Flair en donde sus amigos Kurt Angle, Shawn Michaels, Sting, Ricky Steamboat y parte del roster principal se lo celebrarían. Cuando Triple H llamó a Flair para que hiciera acto de presencia, este no había salido para su presentación. No obstante, las cámaras fueron al área de bastidores y un hombre se trajo a la fuerza a un productor de cámara hasta el camerino de Flair, donde luego entró y lo atacó hasta dejarlo inconsciente. Se reveló que Batista (quien cambio a heel) fue quien había atacado a Flair en un intento de tener la atención de su mentor y cuando Triple H fue a buscarlo, Batista ya se había ido.
En el siguiente mes, Batista explicó sus acciones por haber atacado a Flair y reto a una lucha más a Triple H por el enfrentamiento que tuvieron catorce años atrás, reanudando así su rivalidad. En la semana siguiente, Triple H aceptó el reto de Batista en un No Holds Barred Match y se hizo oficial para WrestleMania 35, lo que marcaría el regreso de los cuadriláteros de Batista a la empresa desde 2014. En la semana siguiente, Batista no aceptaría su lucha con su rival a menos que pusiera su carrera de luchador profesional en juego, por lo que Triple H aceptó y se estipulo que si este perdía, tenía que retirarse de la lucha libre. En dicho enfrentamiento, Triple H derrotó a Batista para conservar su carrera como luchador gracias a la interferencia de Ric Flair y siendo esta la última lucha de Batista en la WWE, por lo que este se retiró de la lucha libre para centrarse en su carrera como actor, poniendole punto final a su ansiada rivalidad.
Dos meses después, Triple H se enfrentaría en un combate contra Randy Orton para Super-Showdown, evento en el cual marcó la última lucha de Triple H como luchador profesional activo a tiempo completo después de ser derrotado por Orton. Triple H se retiró de la lucha libre profesional tres años después y Ric Flair siguió bajo contrato de leyenda hasta a principios de agosto de 2021, donde fue liberado de su contrato. Orton, el último miembro de la facción, siguió compitiendo activamente hasta mayo de 2022, luego de sufrir una lesión que lo obligó a estar fuera de acción durante todo el resto del año. Todos estos sucesos marcaron el final de una facción dominante durante la Ruthless Agression Era, disolviéndose el grupo y poniendo punto final al mismo.

## En lucha
- Movimientos finales de equipo
  - Combinación de Sitout powerbomb (Batista) / Jumping neckbreaker (Orton)[60][61]

- Movimientos finales de Batista
  - Batista Bomb[62] (Sitout powerbomb)

- Movimientos finales de Orton
  - RKO[63] (Jumping cutter)

- Movimientos finales de Triple H
  - Pedigree[64] (Double underhook facebuster)

- Movimientos finales de Flair
  - Figure-four leglock

## Campeonatos y logros
- World Wrestling Entertainment
  - World Heavyweight Championship (6 veces) – Triple H (5) y Orton (1)[65]
  - World Tag Team Championship (2 veces) – Flair & Batista (2)[66]
  - WWE Intercontinental Championship (2 veces) – Orton (1) y Flair (1)[67]
  - Royal Rumble (2005) – Batista[44]